# Muellerella drobna

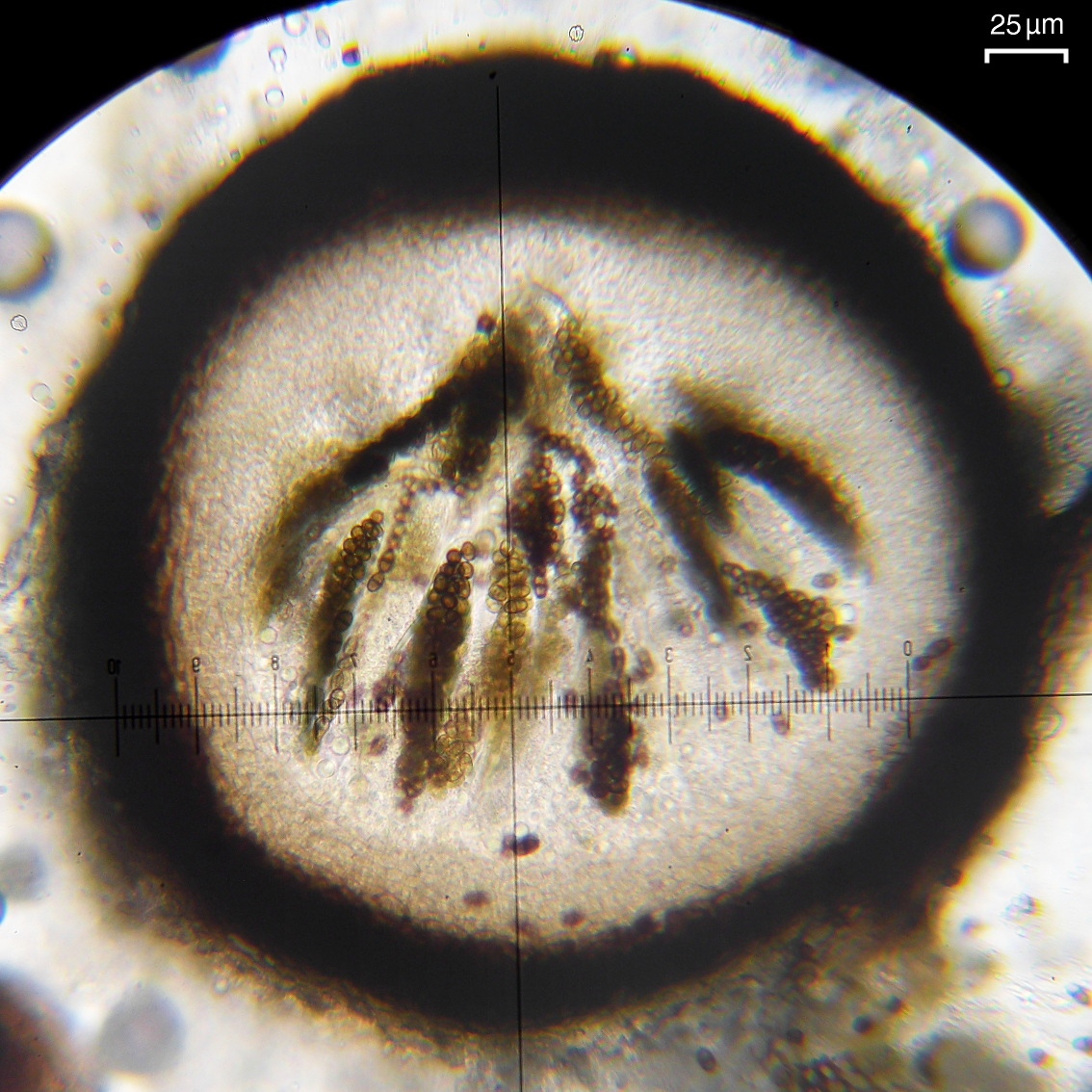
Worki z zarodnikami

Muellerella drobna (Muellerella pygmaea (Körb.) D. Hawksw.) – gatunek grzybów należący do rodziny brodawnicowatych (Verrucariaceae). Grzyb naporostowy.

## Systematyka i nazewnictwo
Pozycja w klasyfikacji według Index Fungorum: Muellerella, Verrucariaceae, Verrucariales, Chaetothyriomycetidae, Eurotiomycetes, Pezizomycotina, Ascomycota, Fungi.
Po raz pierwszy takson ten zdiagnozował w 1855 r. Gustav Wilhelm Körber nadając mu nazwę Microthelia pygmaea. Obecną, uznaną przez Index Fungorum nazwę nadał mu w 1979 r. David Leslie Hawksworth, przenosząc go do rodzaju Muellerella.
Ma 17 synonimów. Niektóre z nich:
- Endococcus pygmaeus (Körb.) Th. Fr. 1861
- Tichothecium pygmaeum (Körb.) Körb. 1865[3].

Nazwa polska według W. Fałtynowicza.

## Morfologia
Teleomorfa
Tworzy w przybliżeniu kuliste, czarne, nagie owocniki typu perytecjum o średnicy (150–) 175–250 (-350) µm i wysokości 130–250 µm, prawie całkowicie na powierzchni żywiciela. Ostiole czasami zagłębione. Inwolukrelum słabo zróżnicowane, o grubych i mocnych ścianach, bardzo silnie melanizowanych, złożonych z wielu warstw raczej grubościennych spłaszczonych komórek o średnicy 6–11 µm i grubości 3–4 µm. Ostiole wyłożone zakrzywionymi szklistymi peryfizami o długości do około 40 µm. Worki 80–100 × 22–27 µm, cylindryczno-elipsoidalne do workowatych, siedzące, z zaokrąglonymi wierzchołkami, grubościenne, ale bez wyraźnych warstw ścian, w większości zawierające około 64 zarodników. Askospory (7,5–) 8-10 (–13,5) × (3,5–) 4–5 (–6) µm, szeroko elipsoidalne, z pojedynczą środkową, niezwężoną przegrodą, ciemnobrązowe, dość grubościenne, gładkie do drobno brodawkowatych, bez peryspory lub galaretowatej osłonki.
Anamorfa
W postaci zanurzonych w żywicielu pyknidiów o średnicy 45–90(–100) µm. Komórki konidiotwórcze (4–)5–7(–8) × (2–)3–4(–5) µm, konidia szkliste (2,5–)35(–5,5) × (0,5–)1–1,5(– 2) µm.

## Występowanie i siedlisko
Występuje w Ameryce Północnej, Europie, Azji i na Nowej Zelandii. W Europie jest szeroko rozprzestrzeniony i dość częsty. Również w Polsce podano wiele jego stanowisk (niektóre jednak mogą dotyczyć innych gatunków z rodzaju Muellerella).
Rozwija się na plechach lub owocnikach porostów. W Polsce notowany na Acarospora cervina, Caloplaca sp., Lecidea confluens, Lecidea fuscoatra, Lecidea lapicida, Lecidella anomaloides, Ophioparma ventosa, Porpidia cinereoatra, Porpidia crustulata, Porpidia macrocarpa, Porpidia tuberculosa, Protoblastenia incrustans, Rhizocarpon geographicum, Rhizocarpon lavatum, Rhizocarpon reductum i na innych skorupiastych naskalnych porostach. Na świecie podano występowanie Muellerella pygmaea na plechach, rzadziej apotecjach, ponad 100 gatunkach porostów, głównie naskalnych, skorupiastych.